# Antimo di Roma
Antimo di Roma (11 settembre ... – 11 maggio 305) è stato un prete e martire romano di difficile identificazione, martirizzato nel IV secolo e venerato come santo dalla Chiesa cattolica che lo ricorda l'11 maggio insieme ad altri otto martiri, di altrettanto difficile identificazione: Massimo, Basso, Fabio, Sisinnio, Diocleziano, Fiorenzo, Faltonio Piniano e Anicia Lucina.
La tradizione di questi martiri è legata agli Acta Sancti Anthimi.

## Agiografia
Secondo gli Acta Sancti Anthimi, Faltonio Piniano, che aveva sposato Anicia Lucina, discendente dell'imperatore romano Gallieno, era stato nominato proconsole in Asia dagli imperatori Diocleziano e Massimiano. Dopo la morte di un suo consigliere, Cheremone, che su suo incarico aveva perseguitato i cristiani, Faltonio era stato colpito da una grave malattia. Anicia, dopo avere provato alcune terapie tradizionali, chiese aiuto ai cristiani imprigionati. Fra questi erano presenti Antimo e gli altri martiri. Antimo disse che Faltonio sarebbe guarito se si fosse convertito, e così fu.
Piniano decise dunque di restituire la libertà ai prigionieri e li nascose nelle sue ville in Sabina e nel Piceno. Al diacono Sisinnio, a Diocleziano e Fiorenzo, in particolare, fu affidato un terreno nei pressi di Osimo. Tre anni dopo, però, i tre furono lapidati per non aver voluto abiurare il cristianesimo.
Antimo, invece, fu ospitato in una villa al XXII miglio della Via Salaria. Qui continuò a praticare attività di proselitismo, convertendo al cristianesimo un sacerdote del dio Silvano e inducendolo a distruggerne un idolo. Per questo motivo fu denunciato al proconsole Prisco, che lo fece gettare nel Tevere con un sasso legato al collo, ma il sacerdote sopravvisse e fu decapitato. La sepoltura avvenne in un oratorio dei dintorni, presso il quale Antimo aveva l'abitudine di pregare.
Ad ereditare il ruolo di Antimo fu Massimo, che però fu decapitato pochi giorni dopo, il 19 o il 20 ottobre, e fu a sua volta sepolto in un oratorio, al XXX miglio della Via Salaria. Presso questo oratorio fu sorpreso a predicare Basso, che fu arrestato e ammesso alla prova dell'abiura: avendo rifiutato di effettuare sacrifici in onore di Bacco e Cerere, fu massacrato nel mercato di Forum Novum. Simile sorte toccò a Fabio, che fu torturato e decapitato sulla Via Salaria. Faltonio Piniano e Anicia Lucina, invece, morirono a Roma di morte naturale.
Non v'è certezza sulla data degli Acta Sancti Anthimi, che tuttavia vengono collocati in un periodo compreso fra il V e il IX secolo: in particolare, non si sa se siano stati prodotti dall'unione di diversi testi agiografici o se invece si tratti di un corpo unico.

## Culto
Sant'Antimo è ricordato nel Martirologio romano il giorno 11 maggio con la semplice indicazione che rimanda agli Acta Sancti Anthimi:
Particolarmente venerato a Cures Sabini, l'odierno Passo Corese (frazione di Fara in Sabina), a Sant'Antimo furono dedicate numerose chiese. Alcune leggende lo citano come vescovo di Terni, Spoleto e Foligno. Durante il sinodo romano del 501, il vescovo di Cures si firmò come episcopus ecclesiae Sancti Anthimi. A Montalcino, in provincia di Siena, sorge l'abbazia di Sant'Antimo, che secondo la tradizione avrebbe ospitato le spoglie del santo. A questo santo (o all'omonimo di Nicomedia) era dedicata la chiesa parrocchiale dell'estinto villaggio di Salvennor presso Ploaghe in Sardegna.
L'antica diocesi di Cures Sabini è oggi una sede titolare della Chiesa cattolica con il titolo di Dioecesis Curensis seu Sancti Anthimi.
Sant'Antimo è inoltre il patrono dell'omonimo comune della città metropolitana di Napoli, cui è dedicato il maggiore luogo di culto della città, il Santuario di Sant'Antimo Prete e Martire. Lo stemma comunale riporta l'effige del Santo e molti abitanti del posto portano i nomi di battesimo di Antimo e, nella versione femminile, di Antimina, a testimonianza della profonda fede e devozione nel patrono.

## Identificazione del santo
Secondo Ildefonso Schuster Antimo è un santo locale, mentre per Delehaye sarebbe da identificarsi con sant'Antimo di Nicomedia, ricordato però nel martirologio geronimiano il 27 aprile. Delehaye, riconoscendo che questa è una congettura, ritiene però che l'11 maggio sia la data dell'ingressus reliquiarum o del natalis basilicae del santo di Nicomedia a Cures. Questa tesi, tuttavia, non viene ritenuta provata da Francesco Lanzoni. Secondo quest'ultimo la lettura fornita da Delehaye potrebbe essere fondata per quel che riguarda Massimo, Fabio e Basso, visto che nel loro caso, pur essendo stati ricordati congiuntamente a sant'Antimo nel martirologio romano, non si conosce dove siano stati sepolti. In particolare, un san Massimo martire veniva venerato il 19 o il 20 ottobre, data di morte riportata dagli Acta, nell'antica Forconio; una festa analoga veniva il celebrata il 27 ottobre a Penne, l'11 a Teramo e il 30 a Cuma e nell'antica Comsa (l'odierna Conza): secondo Lanzoni, dunque, è possibile che Forum Novum si limitasse a venerare le reliquie di questo santo. Quanto a Fabio e Basso, infine, secondo Lanzoni, che osserva come esistono due martiri africani ricordati appunto con questo nome, molte chiese del Centro-Sud dell'Italia veneravano reliquie di martiri africani.
Le spoglie di Diocleziano, Fiorenzo e Sisinnio, un tempo conservate nel monastero di San Fiorenzo di Osimo, furono traslate nel 1437 nel Duomo di San Leopardo in Osimo. Diocleziano e Fiorenzo, inoltre, sono citati nel martirologio geronimiano il 16 maggio. Di Faltonio Piniano, invece, non si hanno ulteriori notizie, mentre la moglie è spesso citata negli Atti dei martiri dei Santi Processo e Martiniano e di San Marcello papa. Viene citata nel martirologio romano al 30 giugno.